# Período Heian
O período Heian (平安時代, Heian jidai) é a última divisão da história clássica japonesa, indo de 794 a 1185. O período recebeu o nome da capital da época, Heian-Kyo, a atual Kyoto. Foi o período da história japonesa no qual o budismo, o taoísmo e outras influências chinesas atingiram o seu máximo. O período Heian também é considerado o pico da corte imperial japonesa e é marcado por sua arte, especialmente poesia e literatura. Apesar do poder da Casa Imperial do Japão, o verdadeiro poder estava nas mãos do clã Fujiwara, uma família aristocrática poderosa que conseguiu arranjar um casamento com o Imperador do Japão. Heian (平安) significa "paz e tranquilidade" em japonês.

## História
O período Heian foi precedido pelo período Nara e começou em 794, depois da mudança da capital do Japão para Heian-Kyo (atual Kyoto), pelo 50º imperador, Imperador Kanmu. Este é considerado um ponto alto da cultura japonesa que as gerações posteriores sempre admiraram. Essa época também foi marcada pela ascensão da classe samurai, que mais tarde tomou o poder e começou o período feudal no Japão.
Nas aparências, a soberania pertencia ao imperador mas o poder de fato pertencia à nobreza da família Fujiwara. Entretanto, para proteger seus interesses nas províncias, o clã Fujiwara e outras famílias nobres requereram guardas, polícia e soldados. A classe dos guerreiros conseguiram algumas vantagens durante o período Heian. Em 939, Taira no Masakado ameaçou a autoridade do governo central, levando a um levante na província mais a leste, de Hitachi, e, quase simultaneamente, Fujiwara no Sumitomo se rebelou no oeste. Entretanto, o golpe militar demorou alguns séculos a acontecer, quando a maior parte da força do governo passou para os exércitos privados do xogunato.
A maior participação da classe dos guerreiros na corte foi um resultado da Rebelião Hogen. Nessa época, Taira no Kiyomori reviveu as práticas Fujiwara ao colocar seu neto no trono para comandar o Japão por regência. O seu clã (clã Taira) não perderia seu posto até depois da Guerra Genpei, que marcou o início do xogunato. O período Kamakura começou em 1185, quando Minamoto no Yoritomo tomou o poder dos imperadores e estabeleceu um bakufu, o Xogunato Kamakura, em Kamakura, Kanagawa.

### Reinado Fujiwara

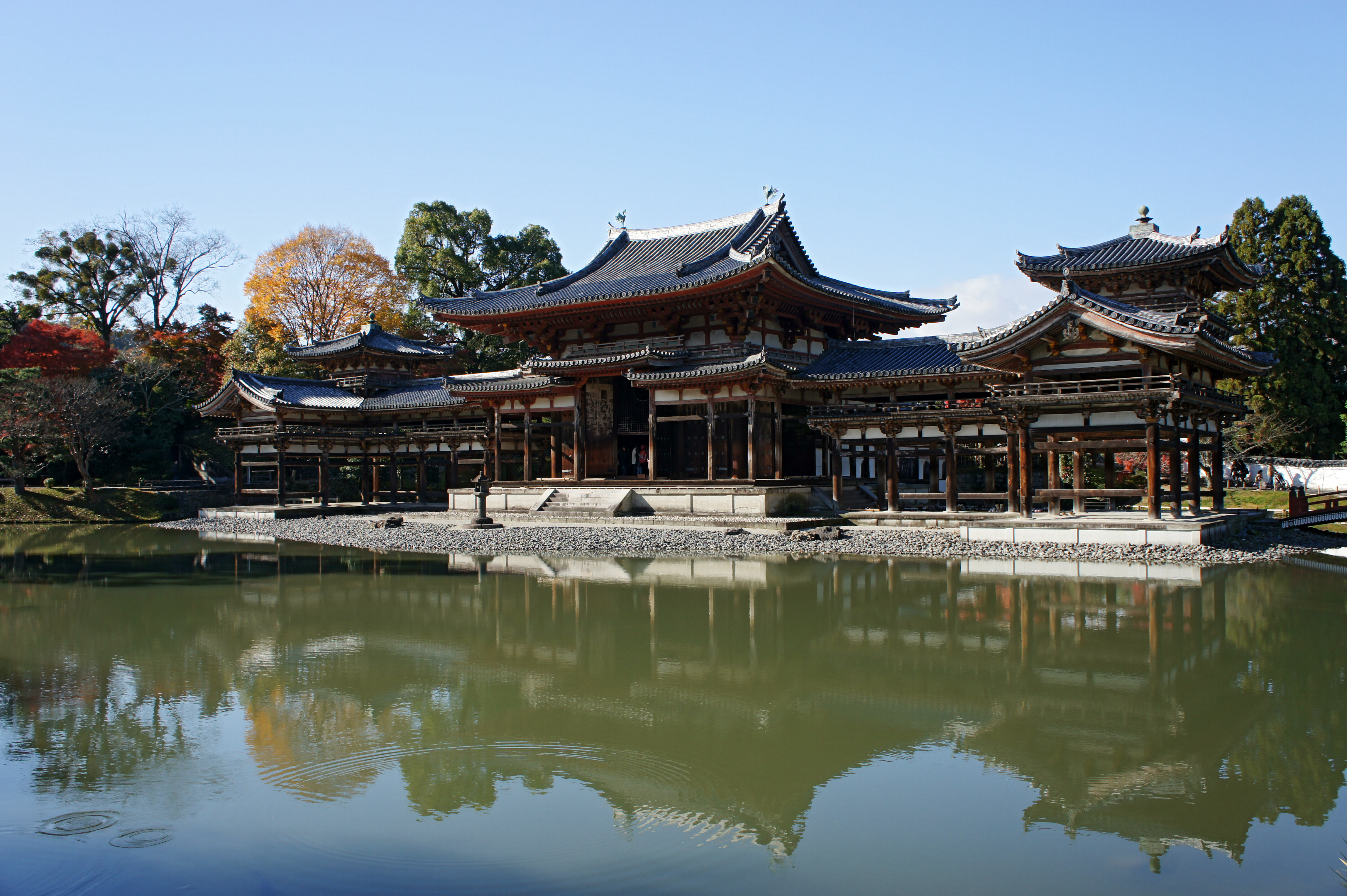
Salão Fênix do Byodo-in, construído no século XII, no Período Heian.

Quando o Imperador Kammu moveu a capital para Heian-kyo (Kyoto), o qual permaneceu como capital imperial pelos próximos 1 000 anos, ele fez isso não só para fortalecer a autoridade imperial, mas também para melhorar a sua sede do governo geopoliticamente. Nara foi abandonada depois de apenas 70 anos, em parte, devido à ascendência da Dokyo e usurpando o poder secular das instituições budistas de lá. Kyoto tem acesso ao mar através de um largo rio e poderia ser alcançado por rotas terrestres pelas províncias orientais. O início do Período Heian (784-967) continuou a cultura Nara; a capital Heian foi projetada a partir da capital chinesa da Dinastia Tang, em Changan, assim como Nara, mas em uma escala muito maior. Kammu esforçou-se para implementar o estilo administrativo da Dinastia Tang que estava em uso. Conhecido como Ritsuryo, o sistema foi uma tentativa de recriar o Império Tang no Japão, apesar da "tremenda diferença de níveis de desenvolvimento entre os dois países". Apesar do declínio das reformas Taika-Taiho, o governo imperial foi vigoroso durante o início do período Heian. De fato, por Kammu ter evitado uma reforma drástica, diminuiu a intensidade de lutas políticas, tornando-o como um dos imperadores mais poderosos do Japão.
Embora Kammu tenha abandonado o recrutamento universal em 792, ele ainda travou grandes ofensivas militares para subjugar os Emishi, possíveis descendentes deslocados de Jomon, que viviam no norte e leste do Japão. Após algumas vitórias em 794, em 797 Kammu nomeou um novo comandante sob o título Seii Taishogun. Em 801 o shogun derrotou os Emishi e estendeu os domínios do seu império por todo o oriente de Honshu. No entanto, o controle imperial sobre as províncias foi muito tênue. Nos séculos IX e X, muito da autoridade foi perdida para as grandes famílias, que desconsiderou a terra ao estilo chinês e sistemas fiscais impostos pelo governo em Kyoto. A estabilidade veio para Heian, mas apesar da sucessão ter sido garantida pela família imperial através da hereditariedade, o poder novamente ficou concentrado nas mãos de uma família da nobreza: os Fujiwara.

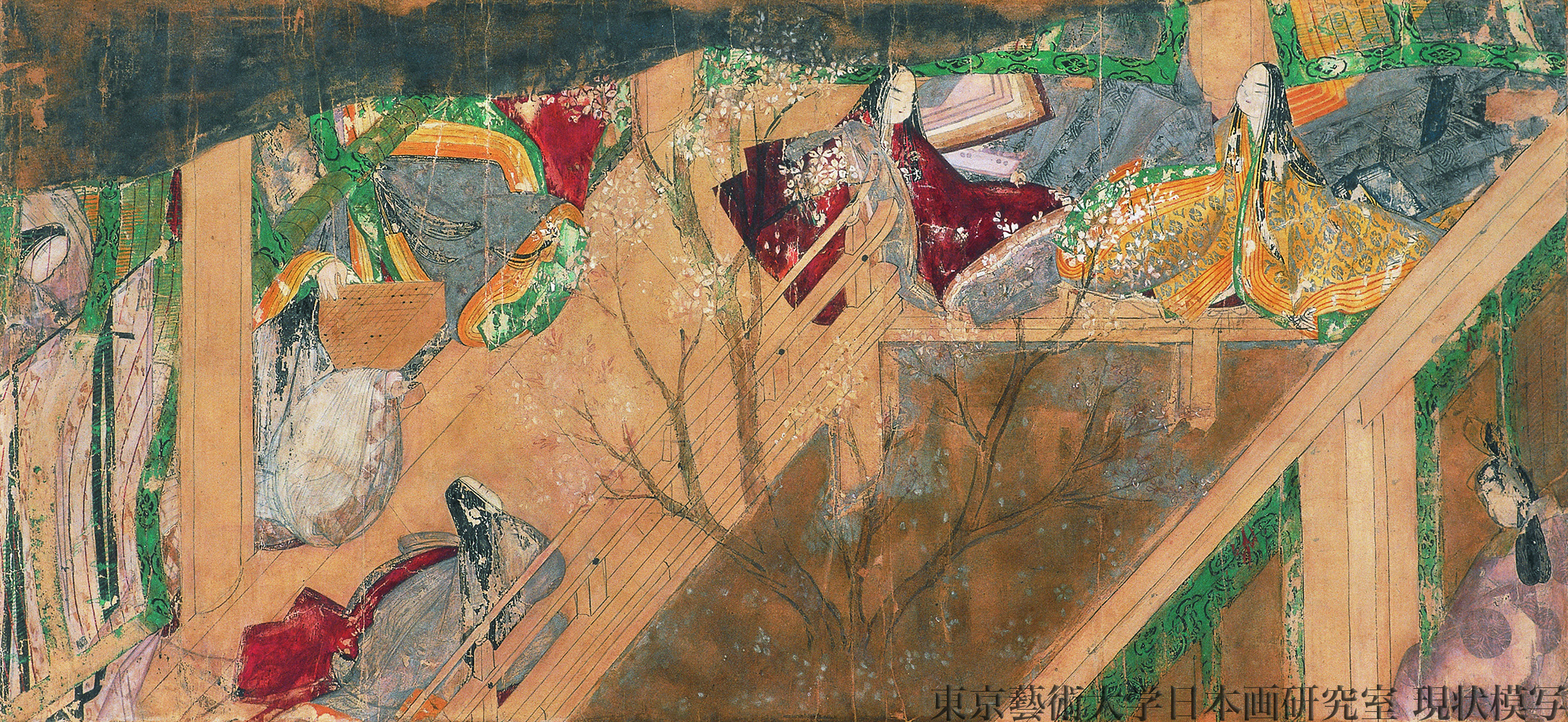
Um pergaminho pintado datado de 1130, ilustra uma cena do "Rio Bambu", capítulo do Genji Monogatari.

Após a morte de Kammu em 806 e uma disputa pela sucessão entre seus filhos, dois novos escritórios foram estabelecidos na tentativa de ajustar as estruturas administrativas Taika-Taiho. Através do novo Escritório Privativo do Imperador, o imperador poderia emitir decretos administrativos mais diretamente e com mais autoconfiança do que antes. O novo Conselho Policial Metropolitano substituiu as unidades da vasta guarda cerimonial imperial. Enquanto esses dois escritórios fortaleciam a posição temporária do imperador, outras estruturas no estilo chinês estavam sendo evitadas por esse Estado em desenvolvimento. A influência chinesa efetivamente encerrou com a última missão imperial sancionada para Tang, na China, em 838. Tang era um estado em declínio e os budistas chineses eram severamente perseguidos, perdendo o respeito japonês pelas instituições chinesas.
Assim como o Clã Soga tomou controle do trono no século VI, os Fujiwara no século IX haviam se casados com pessoas da família imperial, e um dos seus membros era do alto escalão do Escritório Privativo do Imperador. Outro Fujiwara se tornou regente, Sesshō para o seu neto que ainda não havia chegado à maioridade, e um outro foi nomeado como Kampaku. Ao final do século IX, vários imperadores tentaram minimizar a presença dos Fujiwara, mas falharam. Por um tempo, no entanto, durante o reinado do Imperador Daigo (897-930), a regência Fujiwara foi suspendida e ele governou diretamente.
No entanto, os Fujiwara não foram rebaixados por Daigo, mas na verdade se tornaram mais forte durante o seu reinado. O controle central do Japão continuou a declinar e os Fujiwara, juntamente com outras grandes famílias e fundações religiosas, adquiriram Shoen cada vez maiores e maior riqueza no início do século X. No início do período Heian, o shoen havia obtido status legal e os grandes estabelecimentos religiosos procuraram títulos em perpetuidade, renúncia de impostos e imunidade da inspeção governamental sobre os Shoen que eles possuíam. Aquelas pessoas que trabalham com a terra acharam a ideia vantajosa de transferir os títulos para os titulares Shoen em troca de dividirem parte da produção. Pessoas e terras estavam cada vez mais fora do sistema do controle central e da taxação, e de facto retornaram às condições anteriores à Reforma Taika.

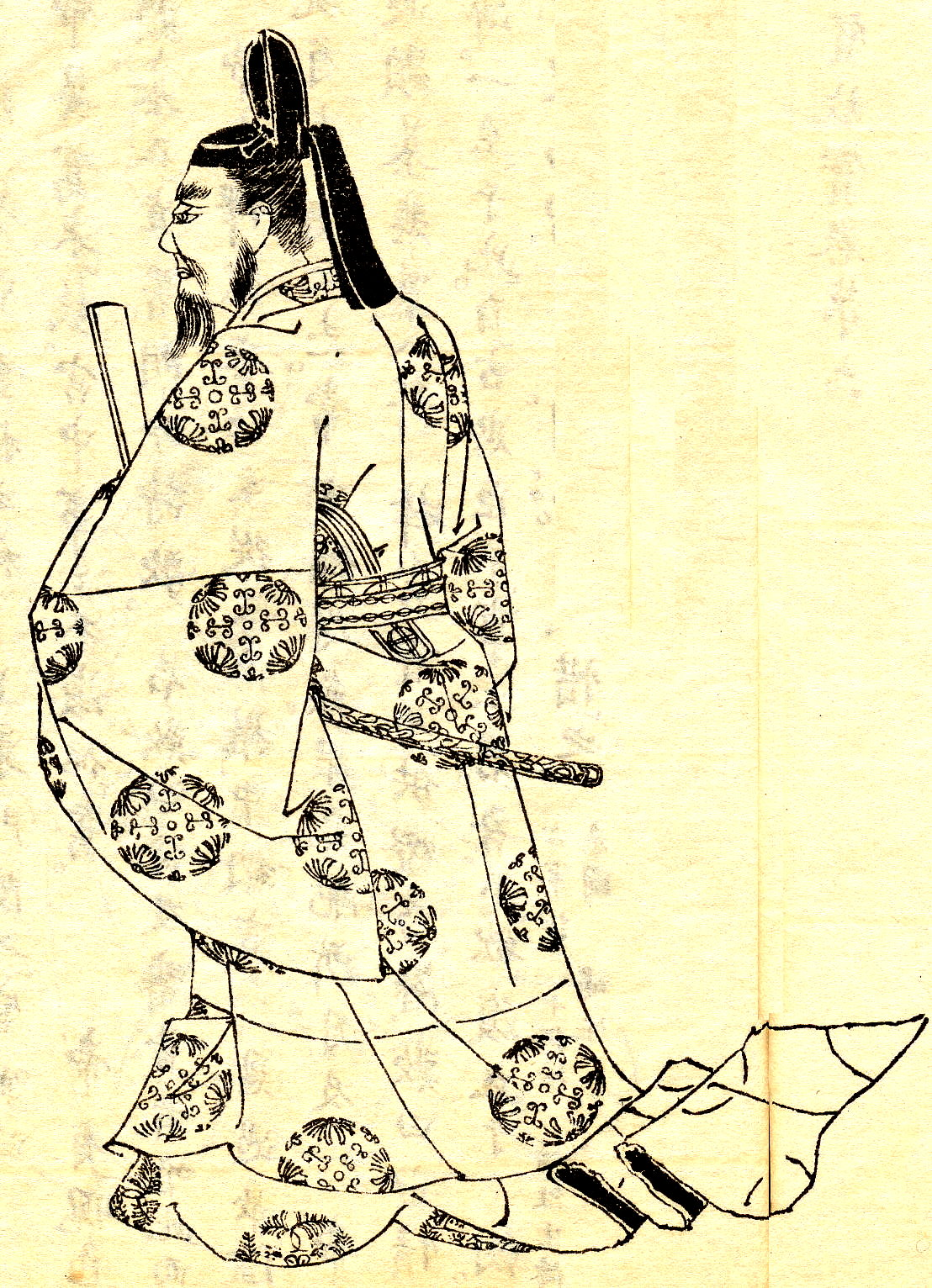
Desenho de Fujiwara no Michinaga, por Kikuchi Yosai.

Décadas após a morte de Daigo, os Fujiwara tiveram o absoluto controle sobre a corte. Pelo ano 1000, Fujiwara no Michinaga possuía poder para entronar e destronar imperadores como bem entendesse. Pouca autoridade foi deixada para o funcionalismo tradicional, e os assuntos do governo foram tratados através da administração privada da família Fujiwara. Os Fujiwara se tornaram o que o historiador George B. Sansom chamou de "ditadores hereditários".
Apesar da usurpação da autoridade imperial, os Fujiwara presidiram sobre um período de florescimento cultural e artístico na corte imperial e entre a aristocracia. Ele possuíam grande interesse na poesia e na literatura vernacular. A escrita japonesa dependeu por muito tempo do Kanji, mas esses passaram a ser suplementados pelo Kana, com dois tipos de escrita fonética japonesa: Katakana, um dispositivo mnemônico usando parte dos ideogramas chineses; e o Hiragana, um silabário cursivo com um distinto método de escrever que é unicamente japonês. Hiragana deu uma expressão escrita para a palavra falada e, com ele, para a ascensão da famosa literatura vernacular japonesa, muitas delas escritas pelas mulheres das cortes que não possuíam o conhecimento do ideograma chinês, como os homens possuíam. Entre o final do século X e início do século XI, as mulheres apresentaram as suas visões da vida e do romance na corte Heian, como em Kagero Niki de Michitsuna no Haha; Makura no Soshi de Sei Shonagon e Genji Monogatari de Murasaki Shikibu. A arte nacional também floresceu durante o controle Fujiwara, depois de séculos imitando as formas chinesas. O Yamato-e, colorido vividamente e pintado ao estilo japonês, representava a vida na corte e histórias sobre os templos e santuários tornaram-se comuns nos períodos médio e final de Hein, estabelecendo padrões para a arte japonesa até os dias de hoje.
Assim como a cultura floresceu, a descentralização também. Considerando que a primeira fase de desenvolvimento Shoen no início do período Heian tinha visto a abertura de novas terras e a concessão de uso de terras para aristocratas e instituições religiosas, a segunda fase viu o crescimento do patrimônio das "casas governamentais", assim como no antigo sistema de clãs. Novas instituições eram necessárias para a nova face que as mudanças sociais, políticas e econômicas estavam causando. O Código Taihō foi deposto e suas instituições foram deixadas com funções cerimoniais. Administrações familiares se tornavam instituições públicas. Assim como a mais poderosa família, os Fujiwara governaram o Japão e determinaram os negócios gerais do Estado, como a sucessão do trono. Família e negócios estatais eram amplamente misturados, um modelo seguido por outras famílias, monastérios e mesmo pela família imperial. Administração de terras se tornou a ocupação primária da aristocracia, não tanto porque o controle direto por parte da família imperial ou do Governo Central tinha se recusado, mas mais pela forte solidariedade familiar e uma falta de senso do Japão como uma única nação.

## Cultura Heian

### Desenvolvimentos no budismo

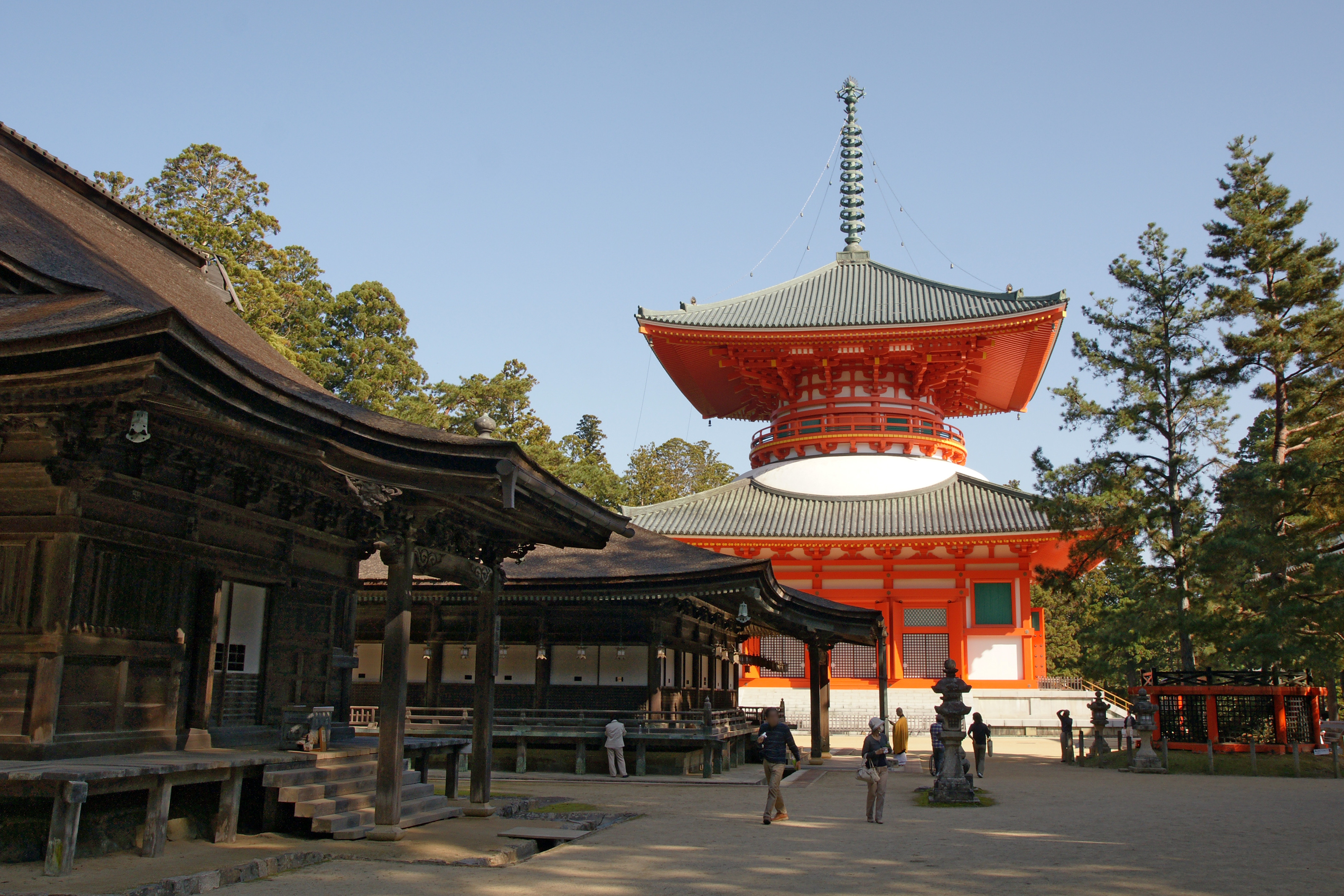
Danjogaran do Monte Koya. O lugar é um centro da terra sagrada de Shingon.

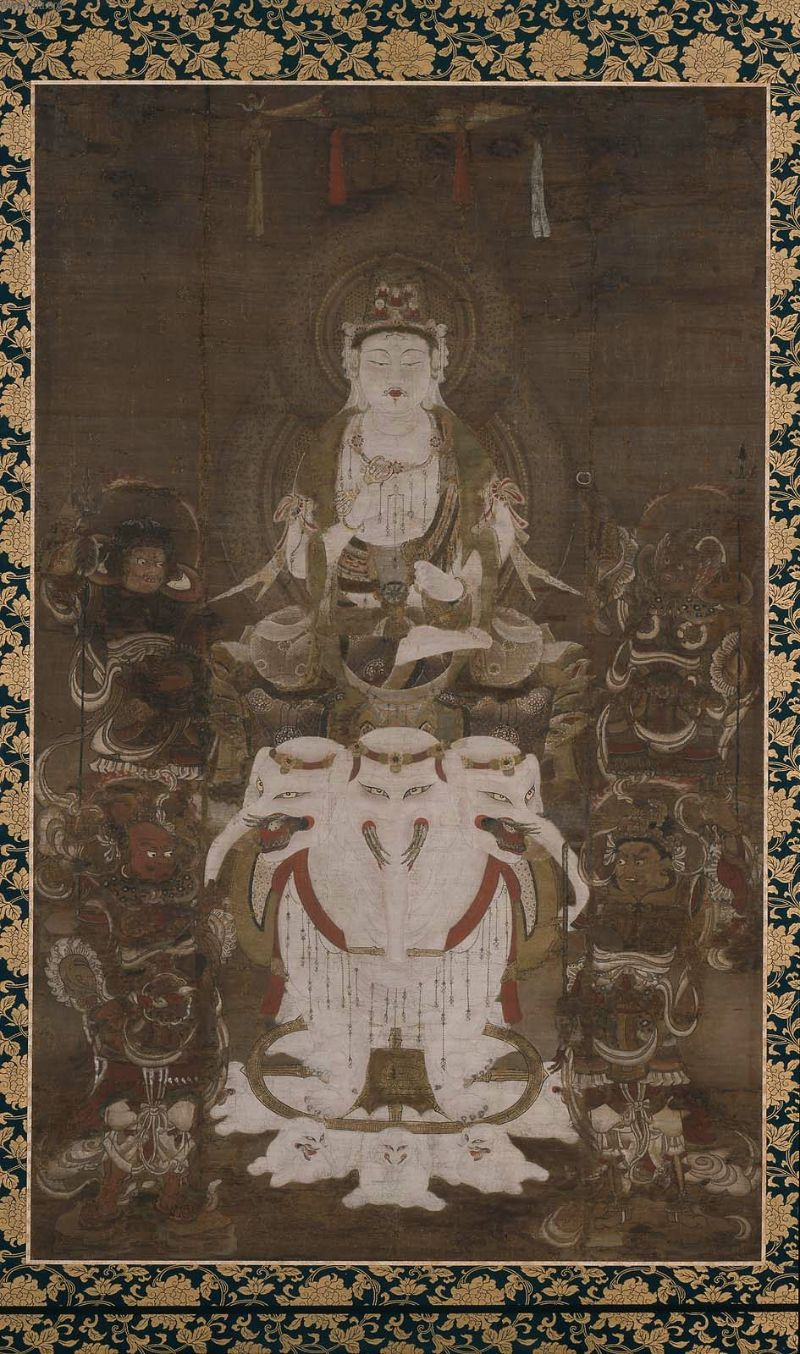
Bodhisattva Fugen Enmei, pintura em seda do século XII, final do período Heian.

O budismo começou a se espalhar pelo Japão durante o período Heian, principalmente através de duas seitas esotéricas, Tendai e Shingon. O Tendai se originou na China e é baseado no Sutra Lótus, um dos mais importantes sutras do budismo Mahayana; Saicho foi um elemento chave para sua propagação no Japão. Shingon é a transmissão japonesa da escolha chinesa Chen Yen. Trazido ao Japão pelo monge Kukai, enfatiza o budismo esotérico. Kukai e Saicho desejavam conectar o estado e a religião e conseguir o apoio da aristocracia, levando à noção de budismo aristocrático. Um importante elemento da doutrina Tendai era a sugestão que a iluminação poderia ser alcançada por qualquer criatura. O Saicho também buscou uma organização independente dos monges Tendai. Uma estreita relação foi desenvolvida entre o complexo monastério Tendai no Monte Hiei e a corte imperial em sua nova capital nos pés da montanha. Como resultado, o Tendai enfatizou uma grande reverência para o imperador e a nação. O próprio Kanmu foi um notável defensor da seita Tendai, que ganhou muito poder nos séculos seguintes. Kukai conseguiu impressionar os imperadores que sucederam o Imperador Kanmu, além de gerações de japoneses, não só com sua santidade mas também com sua poesia, caligrafia, pinturas e esculturas. O Shingon, através do uso de seus ricos símbolos, rituais e mandalas teve um grande apelo entre a sociedade japonesa.

### Literatura
Apesar de a escrita chinesa (Kanbun) continuar sendo a língua oficial da corte imperial do período Heian, a introdução e o amplo uso do Kana originou um grande desenvolvimento da literatura japonesa. Apesar do aparecimento de alguns novos estilos literários como a novela, a narrativa monogatari (物語) e ensaios, a literatura era comum apenas na corte e no clero budista.
A letra do moderno hino nacional do Japão, Kimi ga Yo, foi escrita no período Heian, assim como Genji Monogatari por Murasaki Shikibu, umas das primeiras novelas escritas do mundo. Observações e devaneios reveladores de Sei Shonagon, autora contemporânea e rival de Murasaki Shikibu, sobre a corte imperial, foram registrados coletivamente como o O Livro do Travesseiro na década de 990 até o ano de 1001, aproximadamente, revelando o estilo de vida no cotidiano da capital O período Heian produziu uma poesia cada vez mais em ascensão, incluindo obras de Ariwara no Narihira, Ono no Komachi, Izumi Shikibu, Murasaki Shikibu, Saigyo e Fujiwara no Teika. O famoso poema japonês conhecido como Iroha (いろは), de autor desconhecido, também foi escrito durante o período Heian.

### Beleza
Durante o período Heian, a beleza era considerada uma qualidade importante que uma "boa" pessoa deveria ter. Em termos cosméticos, homens da aristocracia e mulheres colocavam pó em seus rostos e pintavam de preto seus dentes (costume conhecido como ohaguro). A aparência ideal para os homens da corte incluíam bigode e cavanhaque, enquanto a boca das mulheres era pintada de vermelho e suas sobrancelhas eram raspadas e redesenhas em tamanho maior.
As mulheres cultivavam um cabelo negro e brilhante e a vestimenta ideal de uma mulher da corte incluía um complexo manto de doze camadas chamado junihitoe (apesar do número real das camadas variar um pouco). As roupas eram determinadas pelo posto e estação, com os vestidos das mulheres seguindo um sistema de combinações de cores que representava flores e plantas específicas de cada estação ou mês.

## Economia
Apesar do período Heian ser considerado como um longo período de paz, ele também pode ser considerado um período no qual o Japão se enfraqueceu economicamente e a maior parte de sua população empobreceu, exceto alguns de seus habitantes. O controle das plantações de arroz era um instrumento importante para a renda de famílias como os Fujiwara e servia como base para seu poder. Os beneficiários aristocratas da cultura Heian, os Yokibito (boas pessoas) eram em número de 5 mil, dentro de uma sociedade de aproximadamente 5 milhões de habitantes. Uma das razões de os samurais conseguirem tomar o poder foi que a nobreza se provou incompetente em comandar o Japão e suas províncias. Por volta do ano 1000, o governo já não sabia como emitir mais moeda e o dinheiro foi gradualmente desaparecendo. Ao invés de um sistema baseado unicamente na circulação de dinheiro, o arroz era usado como unidade primária de troca. A falta de um meio de troca material é implicitamente ilustrada nas novelas da época. Por exemplo, mensageiros era recompensados com objetos úteis, como um kimono de seda velho, ao invés de serem pagos em dinheiro. O clã Fujiwara também falhou em manter uma adequada força policial, o que deixava os assaltantes livres para atacarem os viajantes. Esse fato também é implicitamente ilustrado em novelas, que mostravam o terror que os viajantes passavam à noite.
O sistema shoen possibilitou a acumulação de riqueza por uma elite aristocrática; o excedente econômico pode ser associado com os desenvolvimentos culturais do período Heian e ao desenvolvimento da arte. Os maiores templos budistas em Heian-kyō e Nara também utilizaram o shoen. O estabelecimento de templos no campo e a integração de alguns santuários xintoístas com essa rede de templos refletem um maior dinamismo organizacional.